# Mountcharles
Mountcharles (irisch Tamhnach an tSalainn, deutsch: „Salzfeld“) ist ein Dorf im County Donegal (Republik Irland) mit 652 Einwohnern (Stand 2022).

## Lage
Mountcharles liegt etwa sechs Kilometer westlich von Donegal an der Donegal Bay. Durch die Ortschaft führt die N56 von Donegal nach Killybegs.
In den Steinbrüchen nahe St. Peter’s Lough im Nordwesten von Mountcharles wird weißer Sandstein abgebaut.

## Geschichte
Die Gegend zwischen der Küste zur Donegal Bay und bis zur heutigen N56 wurde früher wegen der Salzwiesen Tawnaghtallan (als englische Form zum irischen Namen) genannt. Schon früh wurde hier Salz gesiedet und unter dem englischen Verwalter Charles Conyngham erreichte die Salzproduktion ihren Höhepunkt. Conyngham veranlasste auch den Bau einiger Häuser im 17. Jahrhundert, die heute noch vorhanden sind. Stammsitz der späteren Marquess Conyngham war The Hall in Mountcharles. Das Anwesen wurde zwischen 1730 und 1770 errichtet.
Um 1840 wurde das Market House mit Steinen eines früheren, nach den Zeichen auf den Steinen 1676 errichteten Gebäudes erbaut.
Am 22. Februar 1921 gerieten britische Truppen in einen Hinterhalt der IRA. Dabei wurde ein britischer Soldat getötet und mehrere weitere Soldaten verletzt. Daraufhin wurden mehrere Häuser angegriffen und geplündert. Eine Zivilistin und ein weiterer Angehöriger der Royal Irish Constabulary wurden dabei getötet.